# 楊林 (水滸傳)
楊林，是《水滸傳》中虚构人物，河北彰德府人氏，人稱「錦豹子」，多在綠林叢中安身。
楊林一直想投靠梁山，公孫勝教他找「神行太保」戴宗。一次，戴宗下山要請公孫勝還寨，路過薊州，其驚人步速被楊林認出，楊林便請求同路上山。二人在飲馬川又遇上鄧飛等山賊，但楊林認出鄧飛是舊相識，便說服他們都一同上梁山了。
當宋江攻打祝家莊時，楊林打扮成解魘法師，混入祝家莊擔當內應，但是因不認得祝家莊的路而被識破，抓了起來。宋江後來打破祝家莊，把楊林救了。
楊林為馬軍小彪將兼遠探出哨頭領第十五員，後來隨征遼國、方臘，在杭州城感染瘟疫，便留下來養病。後來宋江得勝，楊林病癒，也隨軍回朝。但他放棄了官誥，與裴宣回到飲馬川了。

## 影视形象
- 1983年山东版《水浒》：杨寿祥
- 2011年版《水浒传》：夏天
- 2013年版《武松》：吕一杰